# 苏静怡
苏静怡（1927年8月—），女，浙江海宁人，北京医科大学教授，博士生导师。曾任中国病理生理学会理事长。